# 4D (Album)
4D ist ein Jazzalbum von Matthew Shipp. Die am 17. Mai 2009 im Roulette, New York City, entstandenen Aufnahmen erschienen 2010 auf Thirsty Ear.

## Hintergrund
Shipp nahm dieses Album, das zu seinem 50. Geburtstag erschien, in der Spielstätte Roulette in New York vor einer kleinen Gruppe von geladenen Gästen auf; laut JazzTimes handelt es sich weder um ein Studio- noch um ein Live-Album.
Shipp spielte auf diesem Soloalbum neben einer Reihe von Originalkompositionen auch Interpretationen von Standards wie „Autumn Leaves“ und „What Is This Thing Called Love“ sowie die Volkslieder „Frère Jacques“, „What a Friend We Have in Jesus“ und „Greensleeves“. Ein Teil des Repertoires deutet auf die Vergangenheit von Shipp hin: Titel wie „Frère Jacques“ oder „Prelude to a Kiss“ habe er bereits 2000 auf Pastoral Composure eingespielt. „Equilibrium“ habe er mit Khan Jamal auf dem gleichnamigen Album von 2003 vorgestellt. Das Album ist nach den Angaben von Shipp ein Versuch, seine „Aufnahmen aus der Blauen Serie zusammenzufassen und zu vermitteln, dass dort, wo ich jetzt bin, ein Höhepunkt ist, dass ich aus ihnen allen gewachsen bin.“

## Titelliste
- Matthew Shipp: 4D (Thirsty Ear THI 57192.2)[2]

1. 4D 4:18
2. The Crack in the Piano’s Egg 5:06
3. Equilibrium 3:08
4. Teleportation 4:17
5. Dark Matter 2:35
6. Stairs 2:57
7. Jazz Paradox 4:49
8. Blue Web in Space 5:36
9. What Is This Thing Called Love (Cole Porter) 3:30
10. Autumn Leaves (Jacques Prévert, Joseph Kosma) 2:46
11. Sequence and Vibration 8:00
12. Frère Jacques (Traditional) 2:59
13. Prelude to a Kiss (Duke Ellington) 3:01
14. What a Friend We Have in Jesus (Charles Crozat Converse) 0:54
15. Primal Harmonic 3:43
16. Greensleeves (Traditional) 2:17

Soweit nicht anders angegeben, stammen alle Kompositionen von Matthew Shipp.

## Rezeption
David R. Adler meinte in der JazzTimes, das Shipp mit 4D sein „Avantgarde-Ideal… mit einem kreativen Temperament aufrechthalte, das so unruhig ist wie eh und je.“
Thom Jurek verlieh dem Album in Allmusic vier Sterne und schrieb: „Es fasst seine musikalische Entwicklung zusammen, weist aber vor allem auf neue Horizonte hin. Die strenge Körperlichkeit seiner frühen Aufnahmen ist einem (etwas) nuancierteren Anschlag und Fluss gewichen, die stark vom Kontrapunkt, der expansiven Harmonik und der Weiträumigkeit abhängt. Dissonanz spielt immer noch eine notwendige Rolle in diesem Werk, wie es in beiden Aspekten des Albums zu hören ist, aber es wird durch eine wunderbar komplexe Lyrik verstärkt, die jetzt vorherrscht.“  Auf 4D nicke Shipp mit scharfer Tiefenwahrnehmung der Geschichte zu, resümiert der Autor, und artikuliere seine neuen Richtungen anmutig.
Nach Ansicht von John Sharpe, der das Album in All About Jazz rezensierte, habe sich Matthew Shipp zu einem der markantesten Klavierstilisten im Free-Jazz-Kontinuum entwickelt, der bereits nach wenigen Tönen erkennbar sei. 4D spiegele das Format seines Vorgängeralbums Harmonic Disorder (Thirsty Ear, 2009) wider, allerdings mit reduzierter Instrumentierung. Insgesamt enthält es 16 Stücke, die eine breite Palette von Ansätzen während eines Programms von knapp einer Stunde widerspiegeln, „jeder eine intensive Destillation der Ideen des Pianisten darstellt.“ Wie bei Harmonic Disorder, aber im Gegensatz zu seinen letzten beiden Soloalben biete Shipp neben seinen eigenen Kompositionen auch Standards und Popsongs, von denen einige sofort erkennbar seien, andere jedoch so schräg behandelt würden, dass sie nicht wiederzuerkennen seien. Dies ermögliche einen Einblick, wie er die weniger bekannten Konturen seiner eigenen Stücke angeht, bei denen Shipp, unbelastet von Bass und Schlagzeug, einen so freien Ansatz verfolge, dass es schwierig sei, sicher zu sein, ob sie unzeitgemäß oder vorgefasst sind.
Ebenfalls in All About Jazz schrieb Robert Iannapollo, Shipp präsentiere nach Songs (2002), bestehend aus Jazz-, Pop- und Gospel-Standards und One (Thirsty Ear, 2006), einer starke Sammlung von Originalkompositionen mit 4D ein Set, dessen erste Hälfte seinen eigenen Kompositionen und dessen zweite dem Jazz-Repertoire gewidmet sei. Seine Originale seien normalerweise dicht und knotig und obwohl sie so klingen, als wären sie improvisiert, haben sie nach Ansicht des Autors eine innere Logik. „Linien kreuzen sich kontrapunktisch, kollidieren manchmal ineinander, Melodien entstehen und treten zurück.“